# Vanderbilt Cup 1906
La Vanderbilt Cup 1906 fu una gara automobilistica disputata su un circuito cittadino di 29,7 miglia a Long Island, New York, il 6 ottobre 1906.
Proprio come la Vanderbilt Elimination Race 1906, questa gara è stata interrotta quando la folla ha invaso il percorso.

## Resoconto

### Risultati
| Pos. | Nº | Pilota             | Auto              | Giri | Tempo           |
| ---- | -- | ------------------ | ----------------- | ---- | --------------- |
| 1    | 10 | Louis Wagner       | Darracq           | 10   | 4:50:10         |
| 2    | 4  | Vincenzo Lancia    | Fiat              | 10   | +3:18           |
| 3    | 18 | Arthur Duray       | Lorraine-Dietrich | 10   | +3:34           |
| 4    | 15 | Albert Clément     | Clément-Bayard    | 10   | +11:49.8        |
| 5    | 3  | Camille Jenatzy    | Mercedes          | 10   | +14:28          |
| 6    | 8  | Felice Nazzaro     | FIAT              | 9    | +1 Giro         |
| 7    | 12 | Alessandro Cagno   | Itala             | 9    | +1 Giro         |
| 8    | 1  | Hubert Le Blon     | Thomas            | 9    | +1 Giro         |
| 9    | 2  | George Heath       | Panhard           | 8    | +2 Giri         |
| 10   | 9  | Joe Tracy          | Locomobile        | 8    | +2 Giri         |
| 11   | 7  | Karl Klaus Luttgen | Mercedes          | 8    | +2 Giri         |
| 12   | 19 | Maurice Fabry      | Itala             | 7    | +3 Giri         |
| 13   | 17 | J. Walter Christie | Christie          | 7    | +3 Giri         |
| 14   | 14 | H.N. Harding       | Haynes            | 7    | +3 Giri         |
| Rit  | 6  | Elliot Shepard     | Hotchkiss         | 6    | Albero a gomiti |
| Rit  | 5  | Frank Lawell       | Frayer-Miller     | 4    | Fan             |
| Rit  | 16 | Aldo Weilschott    | FIAT              | 0    | Incidente       |
| NP   | 11 | Foxhall Keene      | Mercedes          |      |                 |